# Franca Viola
Francesca "Franca" Viola (Alcamo, 3 de enero de 1948) es una italiana especialmente conocida por ser la primera mujer en Italia que se negó a cumplir a mediados de los años 60 con el denominado "matrimonio reparador" y llevó a juicio al hombre que la raptó y la violó.  El juicio tuvo especial impacto en Italia. Franca Viola se convirtió en un símbolo de progreso y de emancipación de la mujer en la Italia de la posguerra. El artículo en la legislación italiana que anulaba el crimen del violador si éste se casaba con su víctima fue derogado en 1981.

## Biografía
Franca Viola nació en la zona rural de Alcamo en Sicilia. Era la hija mayor del campesino Bernardo Viola y de Vita Serro. En 1963, con 15 años, se comprometió en matrimonio con Filippo Melodia (sobrino del miembro de la mafia Vicenzo Rimi) de 23 años. Cuando Melodia fue arrestado por robo y pertenencia a banda mafiosa, el padre de Viola rompió el compromiso. La familia sufrió amenazas e intimidaciones: su viñedo fue destruido, la cabaña en el campo incendiada. Melodia huyó a Alemania. En 1965 Viola estaba prometida a otro hombre cuando Melodia regresó a Sicilia y quiso recuperar la relación acosándola y amenazando tanto al padre como a su actual novio.

### Secuestro y violaciones
Durante la madrugada del 26 de diciembre de 1965, Melodia con la ayuda de siete amigos armados entraron en casa de Viola, dieron una paliza a la madre y raptaron a Franca y a su hermano pequeño, Mariano, que se negaba a dejar marchar a su hermana. Soltaron a Mariano horas después y retuvieron a Franca durante 8 días, primero en una cabaña a las afueras de la ciudad y posteriormente en casa de la hermana de Melodia, donde fue violada repetidamente. El día de Año nuevo contactaron al padre de Franca para organizar una reunión para la llamada "paciata" destinada a plantear los hechos consumados y lograr que los padres de Franca aceptaran la boda de los jóvenes. El agresor confiaba en el denominado matrimonio "reparador" que según la ley italiana absuelve al violador que se casa con la víctima. El padre y la madre de Franca fingieron consentir con la petición mientras colaboraban con la policía para rescatarla. Finalmente fue rescatada y sus secuestradores arrestados durante la madrugada del 2 de enero de 1966, cinco días antes de su decimoctavo cumpleaños.

### Rechazo al "matrimonio reparador"
Viola se enfrentó a las normas sociales y legales de la época negándose al denominado  "matrimonio reparador". La sociedad de la época marginaba a las mujeres que habían perdido la virginidad sin estar casadas y las señalaba como "desvergonzadas". Por otro lado el Código Italiano del Procedimiento Criminal de la época en el artículo 544 establecía que para los delitos previstos en el capítulo primero y en el artículo 530 el matrimonio que contrae el autor del delito con la ofendida extingue el delito, también respecto a los que participaron en el delito mismo; y si hubo condena, la ejecución cesa los efectos penales, admitiendo la posibilidad de extinguir el delito de violación incluso cuando se trata de una menor si se practicaba el "matrimonio reparador" considerando la violencia sexual como desprecio a la moral y no un delito contra la persona. El caso suscitó fuertes controveresias en Italia y fue objeto de numerosas interpelaciones parlamentarias.

### El proceso
Casi un año después del juicio en el Tribunal de Trapani, presidido por el juez Giovanni Albeggiani y con el abogado Ludovico Corrao apoyando a Franca Viola. Corrao que fue alcalde de Álcamo entre 1960 y 1963 tuvo un papel clave. "El político consideró que la rebelión de Franca y de su padre era una rebelión contra una sociedad arcaica y machista, pero también contra Cosa Nostra, en una época en que el eslogan generalizado de los políticos italianos era "la mafia no existe". Se negaba la realidad" señaló el historiador local Roberto Calia que dedicó un capítulo de su libro al caso sin entrevistar nunca a Franca.
La defensa de Filippo Melodia intentó en vano desacreditar a Franca, alegando que había consentido la fuga del amor, una práctica conocida como "fuitina ", gesto que habría tenido el propósito de obtener el consentimiento para el matrimonio y poner a su familia frente al hecho consumado, y que la posterior negativa de Franca a casarse con el secuestrador habría sido consecuencia del desacuerdo familiar por la elección del marido. Melodia fue condenado el 17 de diciembre de 1966 a 11 años de prisión, condena reducida el 10 de julio de 1967 en el proceso de apelación de Palermo a 10 años con la adición de 2 estancia obligatoria cerca de Modena. La sentencia confirmada en la Corte Suprema el 30 de mayo de 1969.
La Casación condenó a siete de los cómplices de Melodia a 5 años y 2 meses cada uno.
Melodia salió de la cárcel en 1976 y fue asesinado con un disparo de escopeta el 13 de abril de 1978 , cerca de Módena durante la guerra de la mafia entre los Rimi y los Corleonesi.
La ley invocada en su defensa por el agresor, artículo 544 del código penal, fue derogada con la ley 442, promulgada el 5 de agosto de 1981 dieciséis años después del secuestro de Franca Viola, y sólo en 1996 la violación de un delito "contra la moralidad" será reconocida en Italia como un crimen "contra la persona ".

### Vida posterior
Franca Viola se convirtió en Italia en un referente y símbolo de la libertad y dignidad de las mujeres.
En diciembre de 1968 se casó con un vecino del pueblo y amigo de la infancia, Giuseppe Ruisi, un contable. La pareja tuvo dos hijos. Se mudaron primero a Monreale durante tres años y posteriormente regresaron a Alcamo. El presidente italiano Giuseppe Saragat les envió un regalo de bodas para mostrar su solidaridad y el Papa Pablo VI recibió a la pareja en audiencia privada.

## Reconocimientos
El 8 de marzo de 2014, con motivo del Día de la Mujer, el presidente de la República Giorgio Napolitano concedió a Franca Viola el título de Gran Oficial del Mérito de la República Italiana con la motivación: "Por el valiente gesto de rechazo del matrimonio reparador que marcó una etapa fundamental en la historia de la emancipación de la mujer en nuestro país”.

## En la literatura y el cine
En 1970 el director Damiano Damiani hizo la película La moglie più bella (La mujer más bella), protagonizada por Ornella Muti, basada en el caso de Viola.
En 1979 se estrenó un documental Processo per stupro (Proceso por violación) dirigido por Loredana Dordi, especialmente importante en la campaña para la modificación del código penal que finalmente se logró en 1981.
En 2012 la escritora italiana Beatrice Monroy publicó la historia de Franca bajo el nombre Niente ci fu (No había nada).
En 2017 un corto basado en la vida de Franca titulado Viola, Franca dirigido por Marta Savina, fue finalista en el concurso de cortos de Manhattan (Manhattan Short Film Festival).
En 2023, la escritora italiana Viola Ardone publicó "Oliva Denaro" ("La Decisión", en su traducción al español), una novela basada algo libremente en el caso de Franca Viola.